# Поклонение волхвов (триптих Босха)
«Поклонение волхвов» (Триптих Бронхорст-Боссюйсе) — последний из триптихов Иеронима Босха, названный по сюжету центральной части. В 1568 году триптих конфискован герцогом Альбой у Яна Каземборта, секретаря герцога Эгмонтского. Впоследствии он упоминается в числе картин, отправленных Филиппом II в 1574 году в монастырь Эскориал. Ныне хранится в музее Прадо в Мадриде.

## Центральная часть
Перед ветхой хижиной величественно восседает Богоматерь. Она показывает младенца волхвам, облачённым в роскошные одежды. Не вызывает сомнений, что Босх намеренно придаёт поклонению волхвов характер литургической службы: об этом свидетельствуют дары, которые старший из «восточных царей» Валтазар возлагает к ногам Марии — маленькая скульптурная группа изображает Авраама, собирающегося принести в жертву своего сына Исаака; это — предзнаменование жертвоприношения Христа на кресте. Нагрудник второго волхва — Мельхиора — украшен резным изображением ещё одной сцены из Ветхого Завета — посещения царя Соломона царицей Савской. Третий волхв, чернокожий Гаспар, держит в руке увенчанную орлом серебряную державу, на которой изображён Авенир, воздающий почести Давиду.
За сценой внимательно наблюдают оборванные крестьяне, которые выглядывают справа из-за стены хлева, а чтобы лучше видеть, лезут на крышу и карабкаются на деревья. Пастухи увидели Иисуса в сочельник, но на посвящённых поклонению волхвов картинах XV века они часто появляются в качестве зрителей. Босх нарушает традицию; его крестьяне выказывают гораздо меньше благоговения, чем было принято изображать, их шумное бесцеремонное поведение контрастирует с величавым достоинством волхвов, и это важный нюанс — пастухов, как правило, отождествляли с иудеями, отвергшими Христа, тогда как «цари с Востока» — неиудеи — признали в младенце истинного Мессию.
Самый загадочный персонаж — это человек, стоящий в дверях хлева позади волхвов. Полуобнажённый — на нём лишь рубашка и багряный плащ, — с массивной короной на голове, с золотым браслетом на запястье, с прозрачным цилиндром, прикрывающим язву на лодыжке, он смотрит на Иисуса с какой-то двусмысленной улыбкой, в то время как на лицах его спутников написана нескрываемая враждебность.
Поскольку эти гротескные фигуры находятся внутри полуразвалившегося хлева — старинного символа синагоги, — было принято считать, что это либо Ирод и его лазутчики, либо Антихрист со свитой. То и другое не слишком убедительно, хотя связь этого персонажа с силами зла несомненна — о ней свидетельствуют демоны, вытканные золотом на полотнище, свисающем у него между ног. Они же изображены на предмете, который полуобнажённый персонаж держит в левой руке, причём, как ни странно, предмет этот не может быть ничем иным, кроме шлема второго волхва. Более того, фигурки демонов украшают и одеяния чернокожего царя и его слуги. Со всей очевидностью это говорит о языческом прошлом волхвов и о том, что до своего обращения ко Христу они занимались чародейством (отзвуки этого средневекового поверья можно найти в «Золотой легенде»). Известны также трактования этого образа, авторы которых видели в обнажённом персонаже царя Давида и отлучённого от церкви пророка Валаама.

## Внутренние створки
На внутренней стороне створок триптиха изображены Святой Пётр и Святая Агнеса с донаторами.
Имя коленопреклонённой женщины — Агнес Боссюйсе, на это указывает фамильный герб и присутствие её святой покровительницы Святой Агнесы с непременным атрибутом — агнцем на заднем плане. Семейство Боссюйсе вместе с семейством Бронхорст, как об этом свидетельствует герб на левой створке, заказали этот образ, видимо, предназначенный для хертогенбосского собора.
Персонаж, сидящий на вязанке хвороста под дырявой крышей, сушит какие-то вещи над огнём. Вероятно, это Святой Иосиф, занятый сушкой пелёнок младенца Христа.
На заднем плане раскинулась привольная мирная долина, купающаяся в горячих лучах солнца. Золото неба у горизонта выше переходит в лазурную дымку — этот приём становится обычным в зрелом творчестве Босха.
Впрочем, покой и мир пейзажа представляют собой лишь видимость: зло обнаруживает себя во множестве мелких деталей, рассеянных по всей площади триптиха. Волк и медведь, к примеру, нападают на путешественников (это указание на непредвиденные препятствия, стоящие на жизненном пути человека).

## Внешние створки
Триптих является одним из самых загадочных в творчестве Босха и заключает в себе символику, отсылающую к установлению мессы, как об этом свидетельствуют наружные стороны боковых створок с изображением Мессы Святого Григория. Папа Григорий Великий изображён служащим мессу, во время которой за алтарём появляется сам Христос в окружении сцен Страстей. Внешние створки написаны в монохромной коричневато-серой гамме, за исключением фигур донаторов.
Легенда о мессе Св. Григория, рассказывающая о чуде евхаристии, связывалась в эпоху позднего Средневековья с именем папы Григория Великого. Однажды, когда он служил мессу, его причетник усомнился, что в гостии (святых дара) действительно воплощены Кровь и Тело Христовы. В ответ на горячую молитву папы, просившего дать какое-нибудь знамение, которое убедило бы маловера, на алтаре внезапно появился сам Иисус с орудиями Страстей и показал пять язв. Босх представляет это чудо в виде безмолвного духовного диалога между коленопреклонённым папой и Христом, восстающим из саркофага. Находящиеся у алтаря не замечают его, а причетник и два донатора хоть и не видят, но ощущают его присутствие.